# Мартыновка (исторический район)
Мартыновка (иное название — Графская) — исторический район в Приморском районе Санкт-Петербурга.
В конце XIX века появился дачный посёлок Графская (Мартыновка). В первой половине XX века в его состав вошёл Алексеевский посёлок. В середине XX века эта местность застраивалась индивидуальными жилыми домами. С конца XX века здесь строят малоэтажные жилые комплексы и многоквартирные жилые дома.
С историческим районом связано название современной Мартыновской улицы. До 1941 года Мартыновской называлась современная Эстонская улица.